# Masaryktown
Masaryktown – jednostka osadnicza w Stanach Zjednoczonych, w stanie Floryda, w hrabstwie Hernando.